# 強制着陸
強制着陸（きょうせいちゃくりく）は、航空機側の意思によらず目的外の空港に強制的に着陸させられる行為。広義のダイバートに含まれるが、国家や第三者の強制を伴う。

## 領空侵犯に伴うもの
無許可飛行を続ける航空機に対しては、無線通信や戦闘機による示威行動、威嚇射撃により警告を行った後、従わない場合は強制的に着陸を促すことが国際的に認められている。迎撃した戦闘機による指示などはシカゴ条約により手順が定められているが（領空侵犯の項を参照のこと）、1970年代以降には警告の手順が守られないもしくは認識されないまま武力攻撃に至るケース（1973年のリビア航空機撃墜事件にみる撃墜、1978年の大韓航空機銃撃事件にみる不時着、1983年の大韓航空機撃墜事件にみる撃墜）も見られた。
2014年には、インドネシアがサウジアラビア政府関係者の乗った小型ジェット機を東ヌサトゥンガラ州クパンに強制着陸させた。この際、インドネシア政府が過去に数件、無許可飛行の小型機を強制着陸させてきたことが報道されている。

## ハイジャックに伴うもの
航空機に乗り込んだ第三者が武器などによる脅迫や威嚇により航空機を占拠（ハイジャック）して着陸を強要するもの。

### ハイジャックによる主な強制着陸
- 1970年3月31日 - よど号ハイジャック事件
- 1970年 - PFLP旅客機同時ハイジャック事件
- 1976年6月27日 - エールフランス139便ハイジャック事件
- 1977年9月28日 - ダッカ日航機ハイジャック事件

## 乗客の拉致拘束を行うもの
自国内を通過する航空機に搭乗した反政府活動家等を拘束するために、強制着陸を強いた例がある。
- 2013年7月 - ボリビアのエボ・モラレス大統領専用機がロシアからの帰途、突然フランスとポルトガルから領空通過を拒否されたため、結果的に手前のオーストリアに緊急着陸（実質的に強制着陸）を余儀なくされた。アメリカが機内にエドワード・スノーデンを乗せているとの疑いを持ち、関係国に圧力をかけたためとされる。なお、同機にスノーデンは搭乗していなかった[3]。
- 2021年5月23日 - ライアンエアー4978便の強制着陸（詳細は当該記事を参照のこと）。